# Boechera pauciflora
Boechera pauciflora är en korsblommig växtart som först beskrevs av Thomas Nuttall, och fick sitt nu gällande namn av Windham och Al-shehbaz. Boechera pauciflora ingår i släktet indiantravar, och familjen korsblommiga växter. Inga underarter finns listade i Catalogue of Life.